# زاون گریگوریان
زاون تیگرانی گریگوریان (ارمنی: Զավեն Տիգրանի Գրիգորյան؛ زادهٔ ۱۴ ژانویهٔ ۱۹۱۰ - درگذشته ۱۴ فوریهٔ ۱۹۹۲) یک استاد مورخ و سیاستمدار اهل ارمنستان بود که از تاریخ ۲۷ مارس ۱۹۵۳ تا تاریخ ۲۹ دسامبر ۱۹۵۳ سمت وزیر فرهنگ ارمنستان شوروی را برعهده داشت.

## زندگی‌نامه
وی د ۱۴ ژانویهٔ ۱۹۱۰ر در دزیتهانکوو به دنیا آمد و از دانشکده تاریخ دانشگاه دولتی ایروان فارغ‌التحصیل شد.  وی در ۱۴ فوریهٔ ۱۹۹۲ در سن ۸۲ سالگی در ایروان درگذشت.

## یادداشت
1. ↑  ՀԽՍՀ լուսավորության ժողովրդական կոմիսար (Կուլտուրայի (մշակույթի) մինիստրներ)